# Quinn (futebolista)
Quinn (Toronto, 11 de agosto de 1995) é futebolista canadense e medalhista de ouro dos Jogos Olímpicos. Quinn atua como meio-campo na Seleção Canadense de Futebol Feminino e no OL Reign da National Women's Soccer League.

## Vida pregressa e educação
Quinn cresceu com suas três irmãs em uma família de atletas, em Toronto, Canadá. Seu pai, Bill, era um jogador colegial de rugby, e sua mãe Linda jogava basquete no colégio. Quinn começou a jogar futebol em um clube aos seis anos de idade. Uma criança ativa, Quinn também praticava natação, hockey e ski competitivamente. Em 2010, Quinn foi uma das pessoas selecionadas para o time sub-14 da província, e passou a atuar a nível nacional no programa para jovens.
Quinn estudou no Havergal College, uma escola independente, onde jogou vôlei e basquete e recebeu honras acadêmicas durante seus quatro anos lá. Quinn ficou em primeiro lugar durante o campeonato de vôlei da Conferência de Escolas Independentes da Associação Atlética de Ontário (CISAA) de 2011. Quinn também recebeu o prêmio de jogador mais importante pelo time de basquete em 2010-11 e ajudou a liderar o time até ao campeonato da CISAA em 2009 e 2012. Durante a época de colégio, Quinn recebeu o Troféu Suzzane Curtis da sua escola e o título de Atleta do Ano.

## Carreira
Quinn fez parte do elenco da Seleção Canadense de Futebol Feminino, nas Olimpíadas do Rio 2016.

## Vida pessoal
Em 2020, Quinn se assumiu como transgênero, e disse que os pronomes ingleses they/them deveriam ser usados quando lhe fossem referir. Quinn adotou seu antigo sobrenome como monônimo. Em 2021, Quinn se tornou a primeira pessoa transgênero não-binária a competir nos Jogos Olímpicos, conquistando o ouro.